# Labisia posthumusiana
Labisia posthumusiana är en viveväxtart som beskrevs av Sunarno. Labisia posthumusiana ingår i släktet Labisia och familjen viveväxter. Inga underarter finns listade i Catalogue of Life.